# Parliament House
Parliament House (en español: Casa del Parlamento) es el lugar de reunión del Parlamento de Australia, ubicado en Canberra, la capital de Australia. El edificio fue diseñado por Mitchell / Giurgola & Thorp Architects e inaugurado el 9 de mayo de 1988 por la reina Isabel II.
Las reuniones del Parlamento Federal se celebraron por primera vez en Melbourne hasta 1927. Entre 1927 y 1988, el Parlamento de Australia se reunió en lo que actualmente se conoce como Old Parliament House. Sin embargo, en la década de 1980, dicho edificio se volvió pequeño frente al número de personas que trabajaban en él, lo que motivó la construcción de la nueva Casa del Parlamento de Australia. La construcción del nuevo edificio comenzó en 1981. El diseño principal de la estructura se basa en la forma de dos bumeranes y está coronado por un mástil de 81 metros.
La Casa del Parlamento contiene 4700 habitaciones y muchas áreas están abiertas al público. El vestíbulo principal contiene una escalera de mármol y conduce al Gran Salón, que tiene un gran tapiz en exhibición. La cámara de la Cámara de Representantes está decorada en verde, mientras que la cámara del Senado tiene un esquema de color rojo. Entre las dos cámaras se encuentra el Salón de miembros, que tiene una fuente de agua y no está abierto al público. El ala ministerial alberga la oficina del primer ministro y otros ministros. 